# Bangladeschische Cricket-Nationalmannschaft in Simbabwe in der Saison 2009
Die Tour der bangladeschischen Cricket-Nationalmannschaft nach Simbabwe in der Saison 2009 fand vom 9. bis zum 18. August 2009 statt. Die internationale Cricket-Tour war Teil der internationalen Cricket-Saison 2009 und umfasste eine aus fünf ODIs bestehende Spielserie, die Bangladesch mit 4-1 gewann.

## Vorgeschichte
Für Simbabwe war es die erste Tour der Saison, die letzte gespielte Tour fand im Januar 2009 gegen Kenia statt. Bangladesch spielte zuvor eine Tour in den West Indies. Das letzte Aufeinandertreffen der beiden Mannschaften fand im Januar des Jahres in Bangladesch statt, als Bangladesch Simbabwe in einer ODI-Serie schlug.

## Stadion
Das folgende Stadion wurden für die Tour als Austragungsort vorgesehen.
| Stadion  | Stadt              | Kapazität | Spiele    |
| -------- | ------------------ | --------- | --------- |
| Bulawayo | Queens Sports Club | 9.000     | 1.–5. ODI |

## Kaderlisten
Simbabwe benannte seinen Kader am 21. Juli 2009.
| Simbabwe | Bangladesch |
| --- | --- |
| - Prosper Utseya (K) - Chamunorwa Chibhabha - Elton Chigumbura - Charles Coventry (wk) - Graeme Cremer - Keith Dabengwa - Trevor Garwe - Timycen Maruma - Admire Manyumwa - Hamilton Masakadza - Stuart Matsikenyeri - Christopher Mpofu - Tawanda Mupariwa - Forster Mutizwa - Ray Price - Edward Rainsford - Vusimuzi Sibanda - Mark Vermeulen - Sean Williams | - Shakib Al Hasan (K) - Mushfiqur Rahim (K, wk) - Abdur Razzak - Enamul Haque - Imrul Kayes - Junaid Siddique - Mahmudullah - Mahbubul Alam - Mehrab Hossain - Mohammad Ashraful - Naeem Islam - Raqibul Hasan - Shahadat Hossain - Syed Rasel - Tamim Iqbal |

## Tour Match
| 7. August Scorecard | Bulawayo | Bangladeshis 180 (49.3)          | – | Simbabwe A 181-3 (38.1) |
|                     |          | Simbabwe A gewinnt mit 7 Wickets |   |                         |

## One-Day Internationals in Bulawayo

### Erstes ODI
| 9. August Scorecard | Bulawayo | Simbabwe 207 (47.5)               | – | Bangladesch 211-2 (34.3) |
|                     |          | Bangladesch gewinnt mit 8 Wickets |   |                          |

### Zweites ODI
| 11. August Scorecard | Bulawayo | Bangladesch 320-8 (50)          | – | Simbabwe 271 (46.1) |
|                      |          | Bangladesch gewinnt mit 49 Runs |   |                     |

### Drittes ODI
| 14. August Scorecard | Bulawayo | Simbabwe 323-7 (50)          | – | Bangladesch 254 (44.2) |
|                      |          | Simbabwe gewinnt mit 69 Runs |   |                        |

### Viertes ODI
| 16. August Scorecard | Bulawayo | Simbabwe 312-8 (50)               | – | Bangladesch 313-6 (47.5) |
|                      |          | Bangladesch gewinnt mit 4 Wickets |   |                          |

### Fünftes ODI
| 18. August Scorecard | Bulawayo | Simbabwe 209 (46.4)               | – | Bangladesch 212-5 (47.5) |
|                      |          | Bangladesch gewinnt mit 5 Wickets |   |                          |

## Statistiken
Die folgenden Cricketstatistiken wurden bei dieser Tour erzielt.
| ODIs             | ODIs        | ODIs    | ODIs    | ODIs    | ODIs    | ODIs    | ODIs    | ODIs    |
| Batting          | Batting     | Batting | Batting | Batting | Batting | Batting | Batting | Batting |
| Spieler          | Mannschaft  | Spiele  | Innings | Runs    | Average | HS      | 100s    | 50s     |
| ---------------- | ----------- | ------- | ------- | ------- | ------- | ------- | ------- | ------- |
| Tamim Iqbal      | Bangladesch | 5       | 5       | 300     | 60,00   | 154     | 1       | 2       |
| Charles Coventry | Simbabwe    | 5       | 5       | 296     | 74,00   | 194*    | 1       | 1       |
| Brendan Taylor   | Simbabwe    | 5       | 5       | 193     | 38,60   | 94      | 0       | 2       |
| Raqibul Hasan    | Bangladesch | 5       | 5       | 183     | 45,75   | 78      | 0       | 1       |
| Shakib Al Hasan  | Bangladesch | 5       | 4       | 170     | 42,50   | 104     | 1       | 0       |
| Bowling          |             |         |         |         |         |         |         |         |
| Spieler          | Mannschaft  | Spiele  | Overs   | Wickets | Average | BBI     | 5W      | 10W     |
| Ray Price        | Simbabwe    | 5       | 45      | 8       | 25,12   | 3/34    | 0       | 0       |
| Elton Chigumbura | Simbabwe    | 5       | 42      | 7       | 33,42   | 3/59    | 0       | 0       |
| Syed Rasel       | Bangladesch | 5       | 44.5    | 7       | 34,42   | 2/45    | 0       | 0       |
| Shakib Al Hasan  | Bangladesch | 5       | 46      | 6       | 39,66   | 2/39    | 0       | 0       |
| Nazmul Hossain   | Bangladesch | 2       | 14.5    | 5       | 15,60   | 3/29    | 0       | 0       |

## Player of the Series
Als Player of the Series wurden die folgenden Spieler ausgezeichnet.
| Serie | Player of the Series |
| ----- | -------------------- |
| ODI   | Tamim Iqbal          |

### Player of the Match
Als Player of the Match wurden die folgenden Spieler ausgezeichnet.
| Spiel  | Player of the Match          |
| ------ | ---------------------------- |
| 1. ODI | Mohammad Ashraful            |
| 2. ODI | Shakib Al Hasan              |
| 3. ODI | Elton Chigumbura             |
| 4. ODI | Charles Coventry Tamim Iqbal |
| 5. ODI | Dolar Mahmud                 |